# میرزا حسین خلیلی تهرانی
میرزا حسین خلیلی تهرانی (محمد حسین نجل میرزا خلیل) فرزند میرزا خلیل رازی تهرانی مجتهد و مرجع تقلید شیعه و از رهبران روحانی مشروطه بود که تمام عمرش را در عراق گذراند.

## تولد و تبار
میرزا حسین خلیلی تهرانی بنا بر نوشته آقابزرگ تهرانی در سال ۱۲۳۰ .ق  در شهر نجف زاده شد. او به جز چند سفر کوتاه به ایران، بقیه  عمرش را در عراق گذراند. تبار خاندان خلیلی به شیخ صدوق(درگذشته ۳۸۱ق) بازمی گردد و ملا علی خلیلی برادر میرزا حسین خلیلی این را در کتاب رجالش باز گفته است.

## پدر
پدر میرزا حسین خلیلی به نام میرزا خلیل طبیب رازی تهرانی از اطبا و زهاد زمان خویش بود که در سال ۱۱۸۰ ق متولد و در صد سالگی در سال ۱۲۸۰ق درگذشت. خاندان وی را به علت انتساب به او خلیلی می‌گویند.

## اساتید
وی از شاگردان محمدتقی گلپایگانی  شیخ انصاری  و ملا علی خلیلی تهرانی (برادرش)،  صاحب جواهر  بود.

## مرجعیت
پس از درگذشت میرزای شیرازی رهبر نهضت تنباکو که در سال ۱۳۱۲ .ق در سامرا درگذشت، میرزا حسین خلیلی که ساکن نجف بود در ۸۲ سالگی، زعامت شیعه را عهده‌دار گردید. و در زمره مراجع تقلید قرار گرفت.

## شاگردان
میرزا حسین خلیلی شاگردان بسیاری داشت. همچون میرزای نائینی، شیخ آقابزرگ تهرانی،محمدعصارلواسانی سید علی قاضی و...

## مراجع ثلاث
مراجع ثلاث  یا آیات ثلاث  یا ارکان ثلاثه   عنوانی است که در جنبش مشروطه ایران به محمد کاظم خراسانی، میرزا حسین خلیلی تهرانی و عبدالله مازندرانی داده شد. این سه مرجع تقلید از حامیان و رهبران نهضت مشروطه در ایران به حساب می‌آیند.

## اقدامات
وی به همراه آخوند خراسانی و سید حسین میرپور طهرانی در ماجرای عزل (استعفای) اتابک اعظم (عین الدوله) نقش مؤثری داشته‌اند.
در ماجرای ستم‌های مستشاران بلژیکی که موجب خدشه‌دار شدن استقلال اقتصادی و فرهنگی شده بود، وی به همراه آخوند خراسانی و ملا عبداللّه مازندرانی در ۸ ربیع ۱۳۲۳ نامه‌ای به سید عبدالله بهبهانی  در تهران نوشتند و از وی و مردم ایران خواستند تا موسیو نوژ (ژوزف نوز) بلژیکی را از کشور بیرون کنند و خلافکاری‌های دولت‌مردان را به اطلاع شاه و مسئولین برسانند.

## در مشروطه اول
در هجرت صغری (شاه عبدالعظیم) و هجرت کبری ـ قم ـ علمای عتبات با تلگراف از وضعیت اطلاع حاصل نموده و اظهار پشتیبانی می‌کنند. نهایتاً علما در سال ۱۳۲۴ موفق به کسب فرمان مشروطه و ایجاد حکومت مشروطیت می‌شوند.
از علمای نجف اشرف دربارهٔ حکم شرعی مشروطه استفتا می‌شود. عده‌ای موافقت می‌کنند و دسته‌ای مخالفت نمی‌کنند، یعنی بی طرف می‌مانند. میرزا حسین خلیلی تهرانی، اولین شخصی از مراجع بود که مشروطه را امضا کرد و پس از آن آخوند خراسانی، و ملا عبداللّه مازندرانی از امضا کنندگان بودند که این سه نفر  به مراجع ثلاث حامی مشروطه شهره می‌باشند.
مراجع ثلاث پس از صدور فرمان مشروطیت و افتتاح مجلس شورای ملی، طی نامه‌ای افتتاح مجلس را تبریک گفتند.
ان قوانین مجلس شورای هی قوانین مقدسه و محترمه و هی فرض علی جمیع المسلمین... و ان الاقدام علی مقاومة المجلس العالی بمنزله الاقدام علی محاربة احکام الدین الحنیف.  (همانا قوانین مجلس شورا، قوانین مقدس و محترم است و بر مسلمین اطاعت از آنها واجب است و اقدام در جهت مخالفت با مجلس شورا به منزله اقدام در جهت محاربه با احکام دین حنیف است.)

## شکستن استبداد صغیر
پس از آن که محمدعلی‌شاه مجلس را به توپ می‌بندد (۲۳ جمادی الاول ۱۳۲۶ هـ)، مراجع نجف اعلامیه‌ای را مبنی بر عدم مشروعیت سلطنت محمد علی شاه صادر می‌کنند:
«الیوم همت در رفع این سفاک جبار (محمدعلی شاه) و دفاع از نفوس و اعراض و اموال مسلمین از اهِم واجبات و دادن مالیات به گماشتگان او از اعظم محرمات و بذل جهد در استحکام و استقرار مشروطیت به منزله جهاد در رکاب امام زمان ارواحنا فداه و سر مویی مخالفت و مسامحه به منزله خذلان و محاربه با آن حضرت صلوات الله و سلامه علیه‌است.»
ستارخان با شنیدن حکم علمای نجف کمر همت به اجرای آن بست و در این راه از یاری دوست خود باقر خان نیز بهره برد.

## درگذشت
میرزا حسین خلیلی تهرانی در ابتدای استبداد صغیر در سحرگاه جمعه دهم شوّال سال ۱۳۲۶ قمری در نجف درگذشت.

## بازماندگان
از بازماندگان میرزا حسین خلیلی می‌توان به عباس خلیلی، سیمین بهبهانی، دکتر مهیار خلیلی، دکتر کامیار خلیلی و نیز پروفسور احمد خلیلی(فرزند محمود خلیلی)استاد دانشگاه سوربن فرانسه یاد کرد.